# Demoniaci Tre
Abnegazar, Rath e Gasth sono tre personaggi immaginari dell'Universo DC, comunemente noti come i Demoniaci Tre.

## Storia di pubblicazione
I Demoniaci Tre comparvero per la prima volta in Justice League of America n. 10 (marzo 1962), e furono creati da Gardner Fox e Mike Sekowsky.

## Biografie immaginarie
Questi fratelli governarono la galassia un miliardo di anni fa prima di essere banditi da esseri noti come i Senza Tempo. I Demoniaci Tre cercarono di ritornare di quando in quando, convocati da Felix Faust e altri; i loro tentativi furono sempre sventati dalla Justice League. Abnegazar fu ucciso da Dottor Fate in Swamp Thing n. 50, ma fu resuscitato dai suoi fratelli. Furono anche visti in compagnia di Neron.
Chiunque poteva convocare il potere dei Demoniaci Tre possedendo (e utilizzando) tre artefatti: la Campana Verde di Uthool, la Ruota d'Argento di Nyorlath e il Vaso Rosso di Calythos che furono creati dai tre fratelli per questo scopo e che non potevano essere distrutti o trasportati sulla Terra, a significare che i Senza Tempo avevano creato dei guardiani magici perché custodissero questi oggetti. Se qualcuno avesse rilasciato l'incenso dal vaso, girato la ruota durante il suono della campana, si sarebbero messi in moto una serie di eventi che, cento anni più tardi, avrebbero liberato i Demoni; ma nel corso di quei cento anni, colui o colei che li avrebbe liberati avrebbe avuto in possesso tutti i loro straordinari poteri. In JLA n. 10, Faust fece sì che la JLA radunasse i tre artefatti, e più avanti in JLA n. 11, mentre la League era all'inseguimento del Signore del Tempo che era scappato nel futuro, scoprì che i Demoni erano liberi cento anni più avanti. I Leaguers furono imprigionati, ma Lanterna Verde aiutò Wonder Woman a evadere, così da poterle permettere di usare il suo anello per liberare gli altri. Lanterna Verde mascherò tutta la League invertendo i propri aspetti, così che i Demoniaci Tre furono ingannati e i Leaguers riuscirono a catturarli e imprigionarli di nuovo.
I Demoniaci Tre - con Abnegazar dopo la sua resurrezione, anche se alle dimensioni di un bruco - cooperarono con Neron nel tentativo di distruggere la League. Mentre i Tre si rivelarono molto più deboli di Neron, il Signore dei Demoni mostrò una grande venerazione per la loro età.
Nel crossover Vendicatori/JLA, la Campana, la Ruota e il Vaso furono parte dei dodici articoli del potere cercati da super eroi.
Durante la Crisi Infinita, Abnegazar, Rath e Gasth divennero membri della Società segreta dei supercriminali di Alexander Luthor Jr.. Aiutarono Felix Faust a rapire Nightshade per Alexander Luthor Jr. in Day of Vengeance Infinite Crisis Special.
Ralph Dibny (Elongated Man) venne in possesso della Ruota d'Argento di Nyorlath in 52, Settimana 41, Giorno 3. Il Professor Achilles Milo lo nascondeva con una delle ruote della propria sedia a rotelle così che potesse farci sopra degli esperimenti dentro il carcere di Haven.
La Campana Verde di Uthool e la Ruota d'Argento di Nyorlath comparvero recentemente in Teen Titans n. 42, mostrata sulla scrivania di Sebastian Faust, insieme ad un libro aperto che mostrava un incantesimo di convocazione e l'illustrazione dei Demoniaci Tre. Faust inoltre menzionò che prestò il Vaso Rosso di Calythos a Blue Devil.
In Teen Titans n. 83, il tre comparvero come personaggi alla fine della storia, tramando di usare le anime di Traci 13, Black Alice e Zachary Zatara per scappare per sempre dall'Inferno.
In Justice League Dark n. 12, Jason Blood, con l'aiuto di Zatanna a cui furono donati temporaneamente i poteri magici del Caos da Mordru, convocò i Demoniaci Tre per battersi contro Nabu e intanto rimossero con successo l'elmetto per liberare lo Straniero Fantasma, John Constantine e Kent Nelson.

## In altri media

### Televisione
- I Demoniaci Tre comparvero nell'episodio "The Case of the Stolen Super Powers" della serie animata The Super Powers Team: Galactic Guardians. Qui furono richiamati dal malvagio stregone Felix Faust, che utilizzò il potere del suo cristallo magico per costringerli a rapire il Pinguino, che aveva ottenuto i poteri di Superman.
- I Demoniaci Tre comparvero nell'episodio "Verso il caos" della serie animata Justice League Unlimited. Abnegazar fu doppiato in originale dall'attore Wayne Knight mentre Rath e Gasth non ebbero alcuna battuta. Wonder Woman e Hawkgirl rapirono Abnegazar e gli chiesero la direzione per raggiungere Felix Faust nel Tartaro.
- Abnegazar e Rath comparvero nella serie animata Justice League Action, doppiati in originale dagli attori Damian O'Hare e Jason L. Lewis. In questa serie, erano membri dei Fratelli Djinn, e i loro fratelli erano Calythos (doppiato da David Lodge), Uthool (doppiato da Diedrich Bader) e Nyorlath (doppiato da Chris Diamantopoulos). Furono liberati da Black Adam quando si impadronì della Roccia dell'Eternità, lanciò via il Mago Shazam ed imprigionò Billy Batson. Dopo la sconfitta di Calythos e Uthool, Abnegazar, Rath e Nyorlath passarono all'azione nell'episodio "Il Dilemma di Shazam (quarta parte)" dove pianificarono di far eruttare un vulcano. Usarono un incantesimo per deattivare i poteri di Superman e Wonder Woman. Grazie a John Constantine, Superman, Wonder Woman, Freccia Verde, Swamp Thing e Plastic Man si cambiarono di identità e sottomisero i tre Djinn. Sfortunatamente, Black Adam emerse dal suo imprigionamento terrestre e trasformò i tre Djinn in mostri. Batman giunse con Billy Batson che, come Capitan Marvel, sconfisse Black Adam. La Justice League gettò Black Adam, Abnegazar, Rath e Nyorlath in un portale che li inviò in una località sconosciuta. Nell'episodio "Zatanna e la sconfitta di Felix Faust", Gasth comparve come un gigantesco demone dalle sembianze di insetto che Felix Faust liberò sulla Terra in cambio della restituzione della propria giovinezza.

### Film
- I Demoniaci Tre comparvero nel film animato Justice League Dark, dove Abnegazar fu doppiato da JB Blanc, Rath fu doppiato da Jeffrey Vincent Parise e Gasth fu doppiato da Fred Tatasciore[2]. Presero parte ad una partita di poker con John Constantine e Jason Blood, in cui scommisero artefatti senza prezzo, inclusa una pietra-sogno scheggiata e la Casa del Mistero di Constantine. Tuttavia, Abnegazar e Constantine si imbrogliarono l'un l'altro e scoppiò una lite; Constantine utilizzò l'alter ego di Blood, Etrigan il Demone per bandire i Demoniaci Tre all'Inferno. I demoni furono poi chiamati da Felix Faust per difendere il proprio tempio da Constantine dopo che questi sospettò che Faust avesse fatto del male a Ritchie Simpson.

### Fumetti
- I Demoniaci Tre comparvero come avversari in Justice League Unlimited n. 3, un fumetto tratto dall'omonima serie animata.
- I Demoniaci Tre comparvero come avversari in The Batman Strikes! (una serie a fumetti tratta dalla serie televisiva The Batman). Una volta leali a Etrigan il Demone finché non lo tradirono e lo intrappolarono in un artefatto, più avanti manipolarono il Demone e l'Enigmista perché riaprissero gli artefatti durante la notte di Halloween al fine di venire liberati e potersi così vendicare su Etrigan e il resto del mondo. Furono sconfitti da Batman e Robin, e furono quindi ri-imprigionati.